# Sreenidi Deccan FC
Der Sreenidi Deccan Football Club ist ein indischer Fußballverein aus Hyderabad im Bundesstaat Telangana. Aktuell spielt der Verein in der zweiten Liga, der I-League.

## Geschichte
Der Verein wurde 2015 in Hyderabad gegründet. Am 5. Juni 2020 veröffentlichte der indische Fußballverband (AIFF) eine Ausschreibung zur Annahme von Angeboten für neue Vereine für den Beitritt zur I-League. Am 12. August erhielt Sreenidi Deccan FC die Spielrechte für die I-League Saison 2021/22.

## Erfolge
- I-League: 2022/23 (2. Platz)

## Stadion
Der Verein trägt seine Heimspiele in der Deccan Arena in Hyderabad aus. Das Stadion hat ein Fassungsvermögen von 1500 Personen.

## Trainerchronik
| Trainer          | Nation              | von          | bis          |
| ---------------- | ------------------- | ------------ | ------------ |
| Santiago Varela  | Argentinien Spanien | 9. Juni 2021 | 31. Mai 2022 |
| Carlos Vaz Pinto | Portugal            | 1. Juli 2022 |              |

## Saisonplatzierung
| Saison  | Liga     | Platz |
| ------- | -------- | ----- |
| 2021/22 | I-League | 3.    |
| 2022/23 | I-League | 2.    |
| 2023/24 | I-League |       |